# کیری (شرکت)
کیری یک شرکت نوشابه‌سازی در استان کبک کانادا است. تأسیس آن به ۱۹۲۴ برمی‌گردد، وقتی که فعالیت خود را ابتدا با نام لیکور برگرون آغاز کرد. این شرکت ۱۵ محصول گوناگون ارائه می‌کند.